# Fran Kapilla
Fran Kapilla (25 de febrero de 1980) es un director de cine y guionista español.

## Trayectoria
Desde muy joven se vio influenciado por el cine: sus padres abrieron el primer canal de televisión local en Beas de Segura, regentaban videoclubs en Jaén y Alicante, y una filmoteca de cine español en París; en los que a Fran Kapilla le gustaba colaborar. En adelante, comienza su formación como cineasta.
Entre 2005 y 2006 estudia "Dirección y Guion de Cine y TV", en Valencia.
En 2006 estudia "Dirección de Cortometrajes" en Benidorm.
En 2008 obtiene el certificado profesional de "Operador de Equipos de Televisión", en Málaga.
En 2010 obtiene el título oficial de "Técnico Superior en Imagen", en Málaga.
Entre 2005 y 2010 escribe multitud de guiones, dirige varios cortometrajes y colabora en la realización de aproximadamente una veintena de cortos de otros autores malagueños. En esta época trabajó, entre otros, con Pedro Temboury.
No es hasta 2010 cuando comienza a tener cierta notoriedad. Escribe, dirige y realiza una trilogía de metrajes que consta de los títulos: Aléjese del área (2009), Pasaporte, por favor (2011) y Nosotros seremos libres (2011). Se tratan de tres cintas de ficción de género dramático sobre una familia de la antigua Berlín Oriental, basadas en testimonios reales. Partes de esta trilogía compitieron en el Fest der Freiheit ("Festival de la Libertad") de Berlín (2009), en el XIII Festival de Málaga de Cine Español (2010), y en el II Festival Internacional de Cine Independiente de Cosquín (2012), entre otros festivales.
En 2010 realiza los vídeo-diseños de la obra teatral Hamlet: príncipe de Trinacria, protagonizada por Carlos Santos.
Entre 2010 y 2011 Fran Kapilla es locutor colaborador en el espacio semanal ¡No te cortes! de la periodista Natalia Eseverri, en la emisora Prensa FM (107.1 FM) de Málaga.
En 2011, Panasonic Iberia S.A. y Filmutea S.L. organizan una convocatoria nacional de vídeos de corta duración para promocionar el lanzamiento de la cámara AG-AF101; en la que Fran Kapilla resulta ganador del primer premio. Ese mismo año, trabaja como publicista para varias marcas.
En 2012 es profesor de los cursos "Operador de cámara ENG" y "Realización, edición y posproducción de cortometrajes", en el Área de Juventud del Ayuntamiento de Málaga.
En 2012 y 2013 es locutor en el espacio semanal 3, 2, 1... Acción de Radio Adaja (107.2 FM) de Ávila.
En 2013 realiza el cortometraje El pequeño doctor, que resulta:
- Finalista en el IX Festival de Cine y Discapacidad de Málaga. Se proyecta el 29 de noviembre de 2013.[10]
- Seleccionado en la IV Muestra de Cortometraje Infantil y Juvenil de Leganés. Se proyecta en octubre de 2014.[11]
- Finalista en el III Festival de Cortos Aitzol Aramaio de Legorreta. Se proyecta el 25 de octubre de 2014.[12]
- Seleccionado en la XII Muestra de Cortometraje de Ajalvir. Se proyecta el 8 de noviembre de 2014.[13]
- Seleccionado en el XI Festival Internacional de Cortometrajes FENACO Perú en Cusco. Se proyecta el 13 de noviembre de 2014.[14]
- Finalista en el VII Certamen de Cortometrajes de Bujaraloz. Se proyecta el 15 de noviembre de 2014. Recibe el Premio GUINEAR a los Valores Solidarios.[15]
- Seleccionado en la X Muestra San Rafael en Corto de Santa Lucía de Tirajana. Se proyecta el 20 de noviembre de 2014.[16]
- Finalista en el XV Certamen de Cine Corto de Salas de los Infantes. Se proyecta el 30 de diciembre de 2014.[17] Recibe el Premio del Público.[18]
- Seleccionado en el IX International Short Film Festival of India. Se proyecta el 26 de marzo de 2015 en Chennai.[19]
- Seleccionado en el VII Festival Cortos Rodinia. Se proyecta el 9 de mayo de 2015 en Valladolid.[20]
- Seleccionado en el V Festival Internacional de Cine Social de Concordia. Se proyecta el 16 de mayo de 2015.[21]
- Seleccionado en el I Anthropological Film Festival of Children and Youth. Se proyecta el 29 de mayo de 2015 en Liubliana.[22]
- Seleccionado en el V BOSIFEST Belgrade International Film Festival «People With Disabilities». Se proyecta el 1 de junio de 2015 en Belgrado.[23]
- Seleccionado en el VIII International Film Festival For Children and Youth KINOLUB de Cracovia. Se proyecta el 17 de junio de 2015.[24]
- Seleccionado en el V Festival Corten de Calahorra. Se proyecta el 3 de agosto de 2015.[25]
- Seleccionado en La Rioja es de Cine: I Festival Internacional de Cortometraje y Cine Indie. Se proyecta en Logroño el 17 de septiembre de 2016.[26]

En 2014, Fran Kapilla realiza el largometraje Las hijas de Danao, protagonizado por los actores Paco Roma, Fran Millán, Beatriz Rico, y Susanna Pauw. También aparecen en escena Mónica Aragón y el pintor Antonio Montiel. Las hijas de Danao está compitiendo en diversos festivales internacionales de cine:
- Se estrenó en marzo de 2014 en el XVII Festival de Málaga de Cine Español,[28] (en el Cine Albéniz y en el Multicines Alfil Fuengirola).[29]
- Seleccionada en Sección Oficial en el II Indian Cine Film Festival, proyectándose en la gala de Bombay, el 27 de septiembre de 2014.[30] Recibe el Certificate of Excellence del festival.[31]
- Seleccionada en Archidona en la XI Muestra de cine andaluz y del Mediterráneo, proyectándose el 7 de octubre de 2014.[32]
- Primer Premio Platinum Award del Filmmakers of the Year 2014 Film Festival de Yakarta, el 15 de noviembre de 2014.[33]
- Seleccionada en Sección Oficial en el XIX Festival de Cine de Zaragoza, proyectándose el 26 de noviembre de 2014 en Cines Aragonia.[34]
- Seleccionada en el V CinemAvvenire Film Festival, proyectándose el 16 de diciembre de 2014 en Roma.[35]
- Nominada al Narrative Feature Award del I International Film Festival de Erie, en diciembre de 2014.[36]
- Nominada al Premio ASECAN Música 2015 de la Asociación de Escritoras y Escritores Cinematográficos de Andalucía.[37]
- Preseleccionada en el X Festival Internazionale D'Arte Cinematografica Digitale de Imperia, de abril de 2015.[38]
- Finalista Best Feature Movies en el II Florida Movie Fest. Se proyecta el 2 de mayo de 2015 en Casselberry.[39]
- Finalista World Awards of Merit en el III World Film Awards de Yakarta, de junio de 2015.[40]
- Tercer finalista Feature Foreign Suspense-Thriller en el XX Indie Gathering International Film Festival de Hudson, de agosto de 2015.[41]
- Seleccionada en La Rioja es de Cine: I Festival Internacional de Cortometraje y Cine Indie. Se proyecta en Logroño el 16 de septiembre de 2016.[42]
- Premio a Mejor Actriz Nacional a Beatriz Rico en el I Festival de cine de autor y cine independiente de Mallorca. Se proyecta en Palma de Mallorca en enero de 2017.
- Seleccionada en el My True Story Film Festival, Los Ángeles, EEUU. La proyección se cambia a modo online streaming el 6 de marzo de 2020.[43]
- Seleccionada en el NIFF London Film Festival, New Indie Film Festival. Proyección en Londres el 30 de mayo de 2020.[44]
- Seleccionada en el CEIFF, Festival de Cine Independiente, Ciudad del Este, de Paraguay. Proyección el 18 de septiembre de 2020.[45]

En marzo de 2015, Fran Kapilla es asistente de dirección en el documental sobre Miguel de Cervantes encargado por el ayuntamiento de Vélez-Málaga, que se exhibe en el museo Casa Cervantes de la localidad malagueña.
En 2016, Fran Kapilla realiza Matryoshka ("Матрёшка"). Se trata de un cortometraje en el que se desarrolla una historia de suspense, sobre tres cosmonautas, en el contexto de la carrera espacial de la extinta URSS. Matryoshka resulta:
- Seleccionada en el XXII Congreso Estatal de Astronomía. Se proyecta en el Planetario de Pamplona el 17 de septiembre de 2016.[49]
- Seleccionada en el III Festival de cine en ruso: Cine Volna - Фестиваль КиноВолна. Se proyecta en Alicante a finales de septiembre de 2016.[50]
- Mención Especial en el III Festival de cine fantástico de Torremolinos.[51] Se proyecta en Torremolinos el 27 de octubre de 2016.[52]
- Seleccionada en el XXVI FanCine: Festival de Cine Fantástico de Málaga. Se proyecta en Málaga el 10 de noviembre de 2016.[53]
- Premio Mejor Cortometraje en el IV Festival de Cortos de Terror y Fantástico La Vieja Encina.[54] Se proyecta en San Nicolás del Puerto el 21 de enero de 2017.[55]
- Seleccionada en el XX Festival de Málaga: Cine en Español. Se proyecta en Málaga el 18 y el 21 de marzo de 2017.[56]
- Premio NO8DO de Oro en el XIV Festival Internacional de Cortometrajes Independientes Sevilla. Se proyecta en Sevilla en marzo de 2017.[57]
- Seleccionada en el III Tlanchana Fest. Se proyecta en Metepec el 30 de marzo de 2017.[58]
- Seleccionada en el XII FestImatge. Se proyecta en Calella en abril de 2017.[59]
- Finalista en el IV Certamen Cortoben. Se proyecta en Benagalbón en mayo de 2017.[60]
- Finalista en el II EuroFest: European International Film Festival. Se proyecta en San Petersburgo el 3 de junio de 2017.[61]
- Seleccionada en el V Ficarq: Festival Internacional de Cine y Arquitectura. Se proyecta en Santander en julio de 2017.[62]
- Mención de Honor y Premio Amistad Hispano-Rusa en el III Sol Russian Film Festival. Se proyecta en Torrevieja en julio de 2017.[63]
- Seleccionada en el XL Festival Internacional de Cine Independiente de Elche. Se proyecta el 18 de julio de 2017.[64]
- Seleccionada en el V Shortfilm Festival Luna de Cortos. Se proyecta en Villarejo de Órbigo en agosto de 2017.[65]
- Mención Especial en la XXXIX Semana de Cine de Autor de Lugo.[66] Se proyecta en septiembre de 2017.
- Seleccionada en el IV Festival Internacional de Cine en Corto Ciudad de Consuegra. Se proyecta en octubre de 2017.
- Premio Mejor Vestuario en VI Festival Curtmetratges K-Lidoscopi.[67] Nominada a Mejor Dirección de Arte. Nominada a Mejor Dirección de Producción. Proyectada en Cullera el 19 de octubre de 2017.
- Seleccionada en el XIII Certamen de Cortometrajes Visualia. Se proyecta en Brunete en noviembre de 2017.
- Ganadora de dos premios en el festival Undo Divergent Film Awards de Boston. Premio Best Visual Effects y Premio Best Cinematography. En la votación del jurado, también fue nominada a cuatro categorías Best Short Film, Best Sound Desing, Best Visual Effects y Best Cinematography, recibiendo los premios de estas últimas dos nominaciones. Proyección y gala el 8 de septiembre de 2018 en el Capitol Theather of Boston.[68]
- Seleccionada en la muestra de cine y audiovisual World Film Fair de Nueva York. Proyectada el 26 de octubre de 2018.[69]
- Ganadora del premio Mejor Producción Internacional en el Festival de Cine de Peligros, Granada. Fue nominada al premio Mejor cortometraje internacional y a Mejor producción internacional, recibiendo el premio de esta última nominación. Proyección y gala el 17 de noviembre de 2018.[70]

En 2017, Fran Kapilla realiza una restauración (visible en YouTube) del único fragmento que se conserva de la película Iván el Terrible, tercera parte (Serguéi Eisenstein, 1946). Ese año también realiza un cortometraje, Rosas en el bosque, con guion de Eduardo Duro.
En 2018, Fran Kapilla recibe el premio Torremolinos Fantástico "por su labor tras una década de cine con obras como el largometraje Las hijas de Danao o el cortometraje Matryoshka, en el VII Festival internacional de Cine Fantástico de Torremolinos.
En 2019, Fran Kapilla lanza Sequentia Soft, su sello de videojuegos, caracterizados en su mayoría por la estética vintage y del pixel art.
En verano de 2020, Fran Kapilla reedita su largometraje Las hijas de Danao en un nuevo montaje más perfeccionado (director's cut). El nuevo montaje de la película se procesa finalmente a resolución mayor (4K) gracias a herramientas novedosas de inteligencia artificial. El 23 de noviembre de 2020, Fran Kapilla publica un libro biográfico (Las hijas de Danao: Un rodaje desde Málaga a París) donde narra la memoria del rodaje de la película Las hijas de Danao, con detalles técnicos de la producción y también anécdotas carácter personal, así como consejos de rodaje.
En 2021, Fran Kapilla realiza Disonancias, cortometraje dramático ambientado en la Revolución francesa, sobre una aristócrata que emprende un viaje para presentarse a una prueba de canto lírico, con la intención de optar a un puesto en el Coro Real. Disonancias resulta:
- Seleccionada en el VII Festival Mundial de Cine de Veracruz. Se proyecta el 19 de agosto de 2021.[76]
- Seleccionada en el I Lion Film Festival. Proyectada desde Kenilworth el 26 de agosto de 2021.[77]
- Seleccionada en el III Festival Internacional FESCILMAR. Proyectada desde Puerto La Cruz el 28 de agosto de 2021.[78]

Actualmente, Fran Kapilla está preproduciendo su segundo largometraje con la actriz italiana Ornella Muti. También está produciendo un nuevo cortometraje.

## Filmografía
- Disonancias (2021). Cortometraje, drama, época.
- Rosas en el bosque (2017). Cortometraje, suspense.
- Matryoshka (2016). Cortometraje, suspense.
- King Leopold (2016). Theatre-trailer.
- Miguel de Cervantes en Vélez-Málaga (2015). Documental.
- Luces de Bohemia (2014). Theatre-trailer.
- Las hijas de Danao (2014). Largometraje, suspense.
- Pueblo de ángeles (2013). Book-trailer.
- El pequeño doctor (2013). Cortometraje, familiar.
- IDUS (2013). Videocreación, experimental.
- Nosotros seremos libres (2011). Cortometraje, drama.
- Pasaporte, por favor (2011). Cortometraje, drama.
- Ideas (2011). Spot publicitario.
- La ciudad inclinada (2010). Cortometraje, drama, ciencia ficción.
- Na-Da (2010). Cortometraje, comedia, parodia.
- Aléjese del área (2009). Cortometraje, drama.
- Waz Patiently Waiting (2009). Videoclip. Música: Nelo Witddemo.
- El milagro del amor (2009). Videoclip. Música: Patricia Lan. Álbum: Caribe Mix 2009.
- Olé Mocito (2009). Videoclip. Música: Mocito Feliz.
- Feliz Navidad, Sofía (2008). Cortometraje, drama.
- La venganza mutante y bizarra de Vampira (2008). Cortometraje, comedia, serie B.
- El mejor guion del mundo (2007). Cortometraje, comedia, serie B.